# シダーポイント
シダーポイント（Cedar Point）は、アメリカ合衆国オハイオ州エリー郡サンダスキーにあるアミューズメントパーク。総面積は364エーカーで、年間来園者数は310万人を誇る。アメリカではレイク・コンパウンスに次ぎ2番目に古く営業している 。2023年現在、ローラーコースターの設置数は16機で、シックス・フラッグス・マジック・マウンテン(カリフォルニア州)の20機に次いで世界第2位。同公園では"Roller Coaster Capital of the World"というスローガンを掲げており、前述のマジック・マウンテンやシックス・フラッグス・グレートアドベンチャー(ニュージャージー州)らと共に、ローラーコースターファンの歓心を買っている施設である。
開園は5月中旬から10月末までの営業で、それ以外は閉園となっている。アミューズ専門誌アミューズメント・トゥデイでは世界で最高のテーマパーク賞を2013年まで16年連続で受賞していた。

## 主なアトラクション

### ローラーコースター
- ブルー・ストリーク(Blue Streak)　1964年導入。園内に現存する最古のローラーコースター。木製。
- シダー・クリーク・マイン・ライド(Ceder Creek Mine Ride)　1969年導入。ハイブリッド型。巻き上げが2回ある。
- コークスクリュー(Corkscrew)　1976年導入。登場当初は最速。名称の通りスクリュー回転がある他、宙返りする垂直ループもある。
- ゲートキーパー(GateKeeper)　2013年導入。世界最速、世界最高のウィングコースター。
- ジェミニ(Gemini)　1978年導入。2台の車両が並走するレーシング型ハイブリッドコースターで、登場当初は最速、最高、最長だった。なお、ジェミニとは「ふたご座」の事。
- アイアン・ドラゴン(Iron Dragon)　1987年導入。サスペンデッド型。
- マグナムXL-200(Magnum XL-200)　1989年導入。登場当初は最速と最高を誇った。名称は高さが200フィート(約60m)ある事が由来。
- ルーガルー(Rougarou)　1996年にスタンディング型のマンティス(Mantis)としてオープンしたが、2015年にテーマを変更し、フロアレス型になった。なお、ルーガルーとはフランス語で「狼男(Werewolf)」の事。
- マーヴェリック(Maverick)　2007年導入。途中でリニアモーターによる急加速がある。ファーストドロップの落下角度95度は園内最大。なお、マーヴェリックとは「異端者」「一匹狼」を意味する。
- ミレニアム・フォース(Millennium Force)　2000年導入。同公園の代表機の一つで、登場当初は世界最高と世界最速、そして最大傾斜角を誇った。
- ラプター(Raptor)　1994年導入。インバーテッド型。登場当初は世界最高、世界最速、世界最長を誇った。かつて日本のエキスポランドに存在した「オロチ」と同型。なお、ラプターとは「猛禽類」の事。
- スティール・ベンジェンス(Steel Vengeance) 2018年導入。1991年にオープンした木製コースター「ミーン・ストリーク(Mean Streak)」を2016年に終了し、レール部分が鉄製のハイブリッド型コースターとしてリニューアルした。総エアタイム(浮遊)時間は27.2秒と世界一。また、ハイブリッド型コースターとして全長、高度、最高速度などでも世界一。
- トップ・スリル・ドラッグスター(Top Thrill Dragster)　2003年導入。急加速型コースター。登場当初は世界最速、世界最高を誇った。
- ヴァルラウン(Valravn)　2017年導入。園内初のダイビングコースター。
- ウィキッド・ツイスター(Wicked Twister)　2002年導入。往復型インバーテッドコースターとしては世界最高だったが、2021年9月を以て営業を終了した。
- ワイルダーネス・ラン(Wilderness Run)  1979年導入。元々「ジュニア・ジェミニ(Jr. Gemini)」という名前で上記ジェミニの年少者向けコースターという位置付けだったが、2013年に名称が変更された。
- ウッドストック・エキスプレス(Woodstock Express)　1999年導入。年少者向けコースター。

### スリルライド
- マックスエアー(maXair)
- パワー・タワー(Power Tower)
- スカイホーク(Skyhawk)
- ウィンドシーカー(WindSeeker)

### ウォーターライド
- シュート・ザ・ラピッド(Shoot the Rapids)
- スネーク・リバー・フォール(Snake River Falls)
- サンダー・キャニオン(Thunder Canyon)